# Wilhelm II của Württemberg
Wilhelm II của Württemberg (tiếng Đức: Wilhelm II; 25/02/1848 - 02/10/1921) là vị vua cuối cùng của Vương quốc Württemberg. Ông cai trị từ ngày 06/10/1891 cho đến khi vương quốc bị bãi bỏ vào 30/11/1918.

## Những năm đầu đời
Wilhelm  sinh ra là con trai của Vương tôn Friedrich của Württemberg (1808–1870), và mẹ là Vương nữ Katharina Friederike của Württemberg (1821–1898), con gái của Quốc vương Wilhelm I của Württemberg (1781–1864).
Những năm tháng trưởng thành của Wilhelm đồng thời với sự suy giảm dần chủ quyền và sự hiện diện quốc tế của Württemberg, đồng thời với quá trình thống nhất nước Đức. Năm 1870, Württemberg đứng về phía Vương quốc Phổ trong Chiến tranh Pháp-Đức. Năm 1871, Württemberg trở thành một bang của Đế chế Đức, đây là một hạn chế đáng kể về mặt chủ quyền.

## Vua của Württemberg

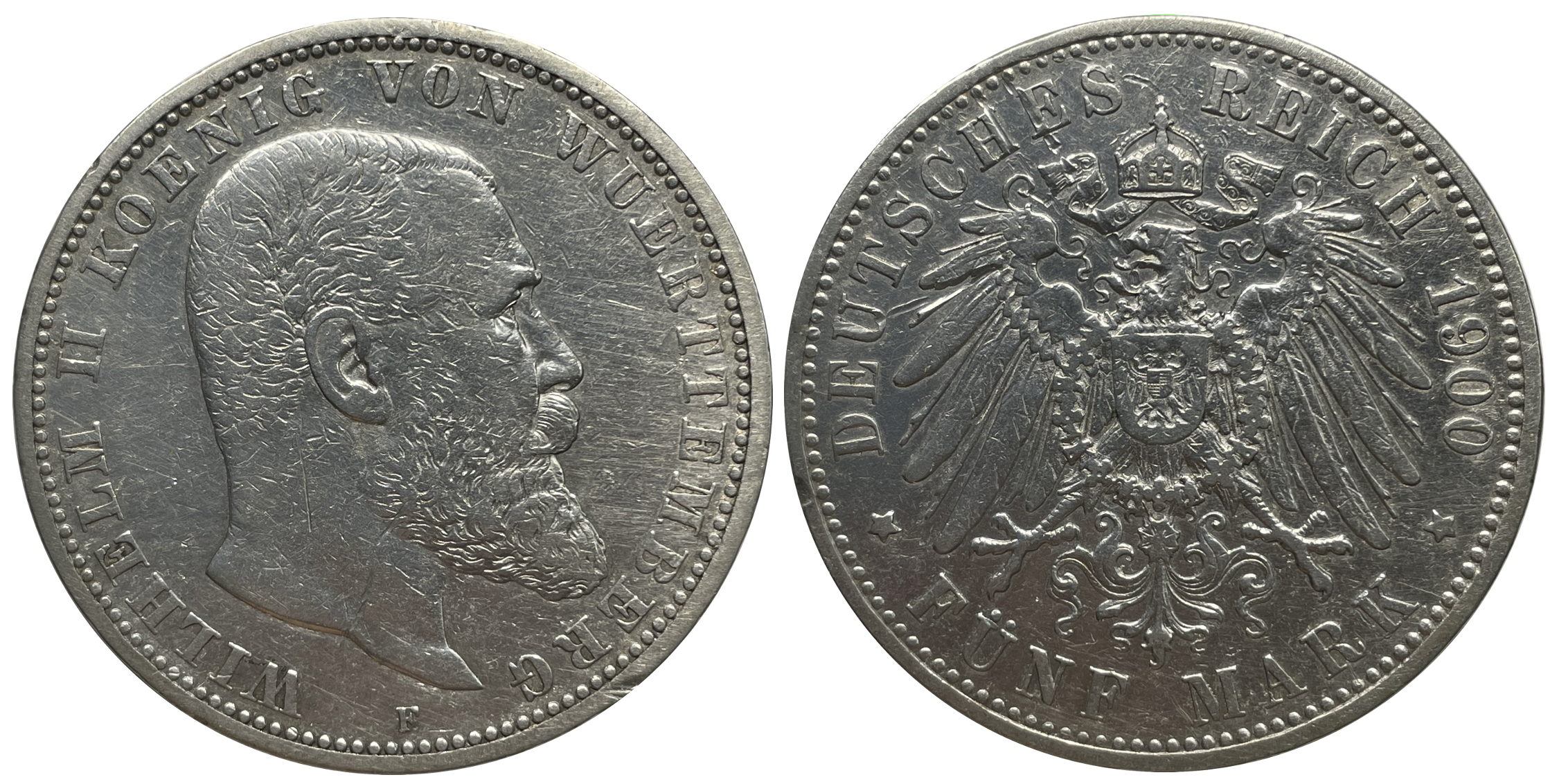
Xu bạc: 5 mark Đế quốc Đức với mặt trước là chân dung của Wilhelm II, năm 1900

Cha của Wilhelm  qua đời vào năm 1870, nhưng người mẹ đã sống để nhìn thấy ông ngồi trên ngai vàng của Württemberg. Năm 1891, Wilhelm kế vị cậu của mình, Quốc vương Karl I (1823–1891) sau khi qua đời mà không có con nối dõi, và trở thành Quốc vương của Württemberg. Dường như điều này không phải là một sự khác biệt với luật Salic điều chỉnh việc kế vị ở các bang của Đức; Tuyên bố lên ngôi của Wilhelm đến do ông là người thừa kế gần nhất của người cậu của mình, là hậu duệ nam cao cấp của Friedrich I của Württemberg thông qua con trai Vương tử Paul.
Vua Wilhelm trở thành Generalfeldmarschall trong Thế chiến thứ nhất. Năm 1918, ông bị phế truất khỏi ngai vàng cùng với các nhà cai trị Đức khác. Vua Wilhelm cuối cùng thoái vị vào ngày 30/11/1918, kết thúc hơn 800 năm cai trị của Württemberg. Ông mất năm 1921 tại Bebenhausen.

## Thông tin liên quan
- Danh sách quân chủ Württemberg

## Đường dẫn ngoài
- Các bài báo về  Wilhelm II của Württemberg tại Cục Lưu trữ Báo chí Thế kỷ 20 của ZBW